# Ryszard Wojnakowski
Ryszard Wojnakowski (ur. 4 lutego 1956 w Busku-Zdroju) – polski tłumacz literatury niemieckojęzycznej. Studiował filologię germańską (1974-1978) i skandynawską (1977-1979) na Uniwersytecie Jagiellońskim. W latach 1983–1993 pracował w Wydawnictwie Literackim jako redaktor, od 1993 zajmuje się wyłącznie przekładem literackim. W 2000 zainicjował ukazującą się nadal – do dziś 12 tomów – serię współczesnej poezji austriackiej Śpiewać to być. Mieszka w Krakowie.

## Życiorys[1]
Tłumaczyć zaczął na studiach, uczestniczył w pracach Koła Młodych Tłumaczy przy krakowskim ZLP. Debiut przekładowy w prasie: 1979 (Przekrój), I nagroda w Konkursie dla Młodych Tłumaczy im. Wandy Kragen – 1980. Od debiutu książkowego w 1981 r. przełożył ponad 100 pozycji, kilka sztuk teatralnych, libretto operetki. W latach 1986–1996 należał do Stowarzyszenia Tłumaczy Polskich. Obecnie jest członkiem Stowarzyszenia Pisarzy Polskich i członkiem honorowym Stowarzyszenia Tłumaczy Literatury.

## Nagrody i wyróżnienia
- 1994 – Nagroda Promocyjna Fundacji Boscha
- 1996 – Nagroda Stowarzyszenia Tłumaczy Polskich
- 2005 – Translator in Residence w Europejskim Kolegium Tłumaczy w Straelen
- 2007 – Nagroda „Literatury na Świecie”
- 2009 – Nagroda im. Karla Dedeciusa
- 2014 – Brązowy Medal „Zasłużony Kulturze Gloria Artis”
- 2024 – Austriacka Nagroda Państwowa za przekład literacki[2]